# 卡爾斯山
54°43′S 36°5′W / 54.717°S 36.083°W

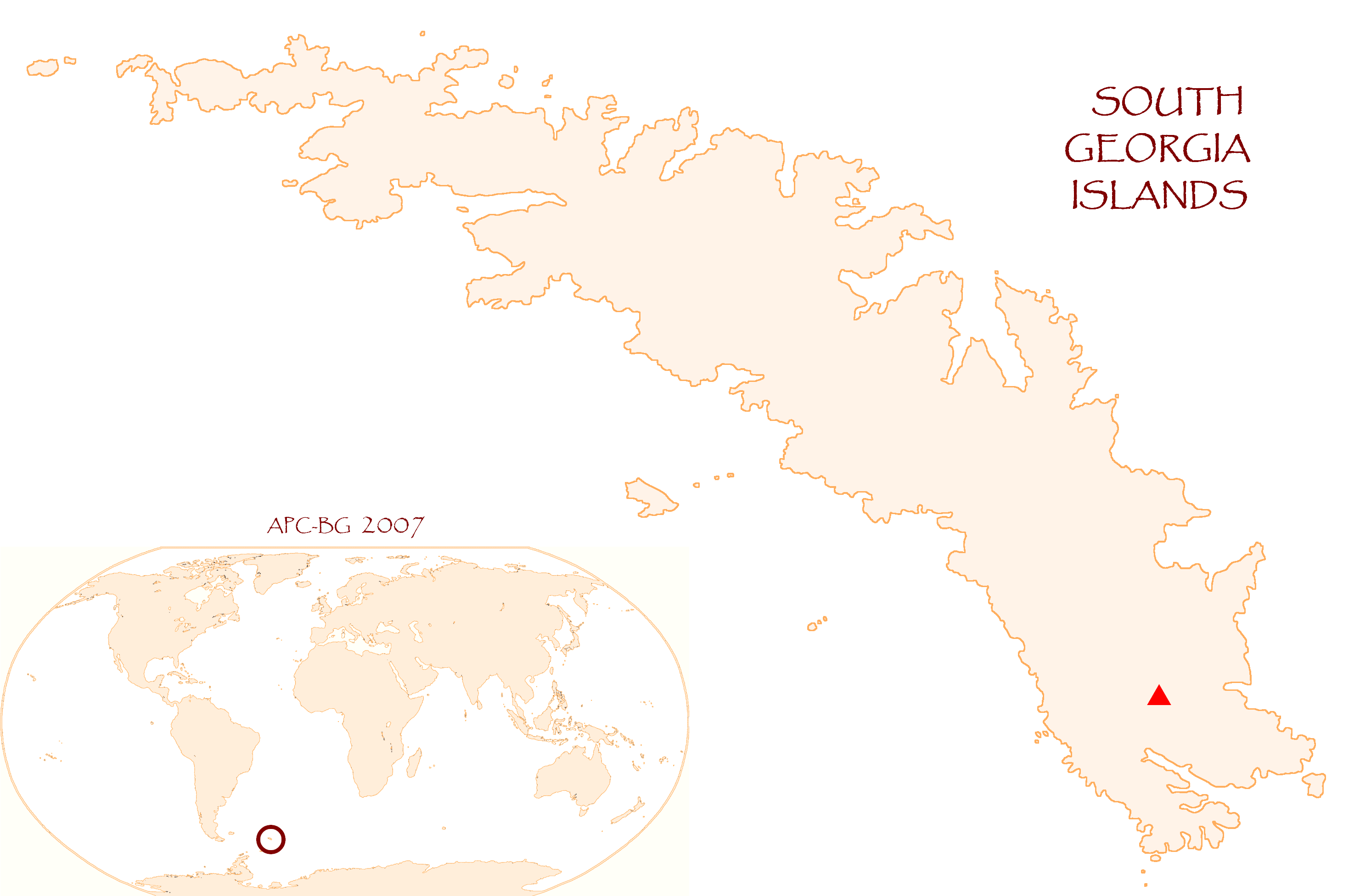
卡爾斯山在南喬治亞島的位置

卡爾斯山是南極洲的山峰，位於南喬治亞島，屬於薩爾韋森山脈的一部分，海拔高度2,330米，該山峰在1951至1957年被勘察，英國探險家在1990年1月21日首次登頂。

## 外部連結
本条目引用的公有领域材料来自美国地质调查局的文档《卡爾斯山》 （資料來自地名信息系统）。